# Fongafale

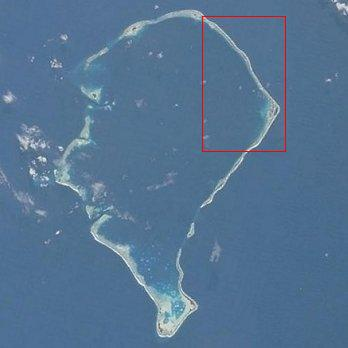
Ligging van het eiland Fongafale in het Funafutiatol

Fongafale is de voormalige hoofdstad en tevens de grootste plaats van de Oceanische eilandnatie Tuvalu. Het is ook de naam van het eiland waarover dit dorp zich uitstrekt. Fongafale is de enige plaats op het gelijknamige eiland, dat het grootste eiland van Funafuti is en aan de oostkant door een orkaanbank wordt beschermd.
Het dorp Fongafale is onderverdeeld in vier delen:
- Alapi (1024 inwoners)
- Fakai Fou (1007)
- Senala (589)
- Vaiaku (516)

Vaiaku, het meest zuidwestelijke deel, is het belangrijkste gedeelte van Fongafale, ofschoon het het minst bevolkt is. De overheids- en regeringsgebouwen bevinden zich hier.
Voor de kust van Fongafale is een scheepswrak te bezichtigen van de Tweede Wereldoorlog. Er is een ziekenhuis (Princess Margaret Ziekenhuis), enkele pensions, het enige hotel van het land (Vaiaku Lagi Hotel), een landplaats voor watervliegtuigen, de enige (internationale) luchthaven van het land en zeven kleine meren. Er rijden vier taxi's rond op Fongafale (anno 2004).
In het noorden van het eiland Fongafale is het schiereiland Tengako. In het oosten van Fongafale beschermt een orkaanbank heel het dorp. Verder is het eiland omringd door een koraalrif. Vanuit Fongafale kan je met boten vertrekken naar de andere eilanden van Tuvalu, of naar de andere eilanden van Funafuti, waaronder de twee bewoonde eilanden Motuloa en Funafala.

## Vervoer

### Luchtvaart
Op Fongafale ligt Tuvalu's enige internationale luchthaven en enige luchthaven tout court, Funafuti International Airport. Deze luchthaven verbindt Tuvalu uitsluitend met de grootste luchthaven van Fiji in Nadi, een route die wordt verzorgd door de Fijische maatschappij Pacific Sun, een dochter van de nationale Fijische maatschappij Air Pacific.

### Scheepvaart
Om de twee weken vertrekt in Fongafale de boot die de acht overige eilanden en atollen van Tuvalu bevoorraadt. Dit is ook voor passagiers de enige mogelijkheid deze eilanden te bereiken. De boot meert bij elk eiland slechts twee uur aan.
Het is eveneens mogelijk om met boten andere eilanden binnen het atol Funafuti te bezoeken, met name de bewoonde (Funafala) of de andere toeristisch of wetenschappelijk aantrekkelijke eilanden (Tepuka).
Alapi · Fakai Fou · Senala · Vaiaku